# Heiko Laeßig
Heiko Laeßig (* 18. Juni 1968 in Magdeburg) ist ein ehemaliger deutscher Fußballspieler und jetziger -trainer. Während seiner aktiven Karriere kam er als Verteidiger, Mittelfeldspieler sowie als Stürmer zum Einsatz und galt als sogenannter Allrounder.

## Fußball-Laufbahn
Laeßig begann 1977 im Nachwuchs des 1. FC Magdeburg. In der Saison 1988/89 wurde er erstmals für den Kader der DDR-Oberliga-Mannschaft gemeldet. Zuvor hatte er bereits 5. September 1987 in der Begegnung Hallescher FC Chemie – 1. FC Magdeburg (2:2) sein erstes Oberligaspiel bestritten. Bis zum Ende der DDR-Oberliga 1991 trat Laeßig in 59 Erstligaspielen für den 1. FC Magdeburg an und erzielte 17 Tore. Nachdem sich die Magdeburger 1991 nicht für den bezahlten Fußball qualifizieren konnten, wechselte er zu Bayer Uerdingen in die 2. Bundesliga. Ein Jahr später stieg er mit den Uerdingern in die 1. Bundesliga auf. Insgesamt bestritt er 145 Punktspiele für die Bayer-Mannschaft und erzielte dabei 32 Tore. Laeßigs nächste Station war 1996 SV Austria Salzburg in Österreich. Er begann in Österreich als Stürmer, entwickelte sich am Ende seiner Spielerlaufbahn jedoch zum Abwehrspieler. Sein größter Erfolg war dabei der Gewinn der österreichischen Meisterschaft 1997. Ab Juli 2003 – also noch zu Zeiten seiner Profilaufbahn – war Laeßig in der Jugendbetreuung des Vereins tätig. Seine Laufbahn als Profifußballer endete im Frühjahr 2005.